# Алимадатли (Агдамский район)
Алимадатли (азерб. Əlimədətli) — село в одноимённом административно-территориальном округе Агдамского района Азербайджана, село является центром Алимадатлинского сельского административно-территориального округа. К югу от села расположено Хачинчайское водохранилище.
В ходе Первой карабахской войны, в 1993 году село было занято армянскими вооружёнными силами, и до ноября 2020 года находилось под контролем непризнанной НКР. Согласно трёхстороннему заявлению о прекращении огня, 20 ноября 2020 года Агдамский район был возвращён Азербайджану.
В Алимадатли расположен археологический памятник государственного значения (инв. № 642).